# Atethobius mirabilis
Atethobius mirabilis är en mångfotingart som beskrevs av Chamberlin 1915. Atethobius mirabilis ingår i släktet Atethobius och familjen stenkrypare. Inga underarter finns listade i Catalogue of Life.